# 程凯 (记者)
程凯（1946年—2025年1月26日），中国新闻人、记者，原《海南日报》总编辑、社长。

## 生平
程凯的父亲是中共将领林彪的中国人民解放军第四野战军的军官，转业后在位於广州的中共廣東省委任职。程凯高中毕业后进入广州的《羊城晚报》做记者，后任《人民日报》社驻深圳记者站站长、首席记者。
1987年，程凯由《人民日报》社调往即将建特区省的海南岛，出任《海南日报》社总编辑、社长。随后，他创立月刊《海南大特区》杂志，任杂志社长兼总编辑，刊发了大量倡导改革开放、抨击时弊的文章，曾连载苏晓康的《河殇》。
六四事件后，他被撤销中共党内外一切职务，开除党籍，中共指控《海南日报》在其主持下犯了严重的“舆论导向错误”：一是将《人民日报》四二六社论从头版头条撤下移到第四版；二是六四戒严后，《海南日报》不但刊登五一九凌晨赵紫阳前往天安门广场看望学生的讲话和照片，还在‘紫阳，您好！’的大标题下，刊登赵紫阳早前视察海南时的照片。
1990年4月15日程凯到达美国洛杉矶，开始海外流亡生活。他在洛杉矶担任了《新聞自由導報》的第二任主编。之后，他先后在自由亚洲电台和法国国际广播电台分别担任特约记者和专栏作家。此後程凱主張推翻中共。
2024年8月確诊白血病。2025年1月26日下午5点07分，病逝于美国加州奥克兰，享年78岁。